# Ренсселер, Маргарита ван
Маргарита (Пегги) Скайлер ван Ренсселер (англ. Margarita "Peggy" Schuyler Van Rensselaer; 19 сентября 1758 — 14 марта 1801) — третья дочь Филипа Скайлера и Кэтрин ван Ренсселер. Она была женой Стивена Ван Ренсселера III, сестрой Анжелики Скайлер-Чёрч (жены Джона Баркера Чёрча) и Элизабет Гамильтон (жены Александра Гамильтона).

## Ранние годы
Маргарита (Пегги) Скайлер родилась в Олбани, провинция Нью-Йорк, третья дочь Кэтрин ван Ренсселер (1734—1803) и Филипа Скайлера (1733—1804). У неё было семь братьев и сестер, которые дожили до совершеннолетия, в том числе Анжелика Скайлер-Чёрч (1756—1814) и Элизабет Скайлер Гамильтон (1757—1854).
Семья Скайлеров происходила из среды состоятельных голландских землевладельцев, осевших в Олбани в середине XVII века. И мать, и отец Пегги происходили из состоятельных и уважаемых семей. Несмотря на волнения, связанные с Франко-индейской войной, в которой участвовал её отец и которая частично велась недалеко от её родного дома, детство Пегги прошло в комфорте. Её мать обеспечила ей базовое образование и обучила домашним навыкам, включая шитьё. Как и большинство голландских семей в этом районе, cемья Скайлеров состояла в общине Реформатской голландской церкви в Олбани, здание которой сохранилось до наших дней.

## Личная жизнь
В июне 1783 года Пегги тайно вышла замуж за своего дальнего родственника Стивена Ван Ренсселера III (1764–1839), которому было 19 лет, ей исполнилось почти 25. Стивен  старший сын Стивена Ван Ренсселера II и Кэтрин Ливингстон, дочери Филиппа Ливингстона, подписанта Декларации независимости, унаследовал значительное состояние. Ван Ренсселеры были одной из самых богатых и влиятельных семей Нью-Йорка. Некоторые друзья и родственники считали Стивена Ван Ренсселера «слишком юным» для брака, но большинство признавало, что союз с Пегги ускорит его карьерный рост.Достигнув 21 года, Стивен Ван Ренсселер стал главой поместья Ван Ренсселеров, так как его отец умер, когда Стивену было пять лет. К 1789 году у супругов родилось трое детей, все они были крещены в Реформатской голландской церкви Олбани. Лишь один из детей достиг зрелого возраста — Стивен Ван Ренсселер IV (1789–1868)..

### Отношения сАлександром Гамильтоном
В отличие от своих сестер — Элизабет, которая была замужем за Александром, и Анжелики, предположительно состоявшей с ним в романтической связи. Пегги вела с Гамильтоном исключительно платоническую переписку. Она впервые написала ему в 1780 году, после того как он начал ухаживать за её сестрой.

## Последние годы
Пегги заболела в 1799 году. Зимой 1800–1801 годов её состояние ухудшилось, и 14 марта 1801 года она скончалась. По словам Рона Чернова, Александр Гамильтон находился в Олбани по юридическим делам, когда её здоровье начало стремительно ухудшаться. Он часто навещал Пегги и регулярно держал Элайзу в курсе происходящего. Когда Гамильтон завершил работу, Пегги попросила его остаться с ней ещё на несколько дней, и он исполнил её просьбу. В середине марта Гамильтон был вынужден отправить Элайзе мрачное письмо:

В эту субботу, моя дорогая Элайза, твоя сестра навсегда покинула свои страдания и друзей. Я верю, что она обрела покой и счастье в лучшем из миров.
Оглядываясь на всё, что ей пришлось так долго терпеть, я невольно ощутил облегчение, когда её путь завершился. До последнего мгновения она сохраняла ясность ума и смирение.
Твой отец и мать теперь обрели покой. Всё складывается так хорошо, как только возможно, если не считать тяжёлых церемоний, которые, по обычаю, здесь считаются необходимыми. Эти обряды вновь и вновь разрывают едва затягивающиеся раны в наших кровоточащих сердцах. Завтра состоятся похороны. На следующий день я надеюсь отплыть обратно в Нью-Йорк.
Я стремлюсь найти утешение и принести его тебе, моя дорогая Бетси. Прощай, мой милый ангел. Помни о долге христианской веры. Всегда твой.

Изначально она была похоронена на семейном участке в поместье Ван-Ренсселер, а позднее её останки были перезахоронены на сельском кладбище Олбани.

## Память
- В 2015 году на Бродвее был поставлен мюзикл «Гамильтон» о жизни Александра Гамильтона, где Пегги сыграла Жасмин Сефас Джонс, что также сыграла роль любовницы Гамильтона Марии Рейнольдс. Постановка получила Пулитцеровскую премию в категории «Драма»[8] и одиннадцати наград «Тони»[9].